# Antsiferova
Antsiferova (Russisch: Анциферова) of Sjirinki (Russisch: Ширинки, Japans: 志林規島, Shirinki-tō) is een vulkanisch eiland dat deel uitmaakt van de Noordelijke groep van de Grote Koerilen. Het eiland behoort thans tot Rusland, maar in het verleden tot Japan. Antsiferova maakt deel uit van het district Severo-Koerilski van de oblast Sachalin. Het eiland ligt op 24 kilometer ten noordwesten van Kaap Kapari op Paramoesjir, waarvan het is gescheiden door de Loezjinstraat en op 53,6 kilometer ten noordoosten van Makanroesji.
Het eiland bestaat uit de top van de 761 meter hoge stratovulkaan Sjirinki, die geen historische uitbarstingen kent en werd gevormd gedurende het Pleistoceen. Op het eiland is geen bodem ontwikkeld en er groeien geen bomen. Wel groeien er op de lagere delen van de rots mossen en korstmossen en een klein aantal Siberische dwergdennen en elzen.
Rond het eiland groeit veel kelp. Op de westelijke en zuidelijke kliffen liggen vaak oorrobben. Op de rotsen aan de noordzijde nestelen veel vogelsoorten, zoals uria-achtigen.
Het eiland heeft een kustlijn van 12 kilometer, een lengte en breedte van respectievelijk 4,2 en 3,2 kilometer en een oppervlakte van 4,4 km² Antsiferova is momenteel onbewoond. Eerder lag er de gelijknamige nederzetting Antsiferova.
Het eiland werd vernoemd naar de Russische zemleprochodets Danila Antsiferov, die in 1711 als eerste Rus de noordelijke eilanden Paramoesjir en Sjoemsjoe beschreef.